# Conseil culturel et artistique francophone de la Colombie-Britannique
Le Conseil culturel et artistique francophone de la Colombie-Britannique (CCAFCB) est une organisation à but non lucratif qui joue un rôle clé dans la promotion, le développement et la valorisation des arts et de la culture francophones en Colombie-Britannique, Canada. 

## Historique
Le Conseil culturel et artistique francophone de la Colombie-Britannique (CCAFCB) a été fondé le 27 mai 1996 dans l'objectif de répondre aux besoins grandissants des francophones de la Colombie-Britannique dans le domaine culturel et artistique. L’organisme s’est imposé comme un acteur central de la scène culturelle francophone, jouant un rôle de coordination et de soutien auprès des artistes et des associations franco-colombiennes. 
Le CCAFCB organise Pacifique en chanson, un tremplin musical pour les artistes francophones fondé en 1991. Le programme propose une série de formations individuelles en ligne, une résidence artistique intensive d'une semaine et se conclut par un concert vitrine où les artistes dévoilent leurs créations devant le public. Ce programme est conçu pour fournir aux participants des outils concrets et des compétences pour avancer dans leur parcours professionnel. Les participants sélectionnés sont par la suite invités à Chant'Ouest, le gala interprovincial pour les artistes francophones de l’Ouest, ainsi qu’au festival Jamais trop tôt en marge du Festival international de la chanson de Granby pour les participants de 14 à 17 ans.
Le 11 mars 2022, le CCAFCB reçoit le prix de la Journée de la francophonie 2022 du gouvernement provincial de la Colombie-Britannique. Ce prix a été décerné pour le soutien au secteur francophone des arts et de la culture, permettant ainsi d’avoir une visibilité au sein de la province, du gouvernement et des partenaires.

## Mission
Le CCAFCB a pour mission de faciliter le regroupement et la collaboration des organismes culturels et communautaires avec les artistes francophones de la Colombie-Britannique. Il soutient les arts et la culture francophones dans un contexte minoritaire en offrant des formations, un accompagnement personnalisé et des opportunités de financement pour les artistes. Il organise des projets communautaires, comme des résidences artistiques, où les artistes collaborent avec les communautés locales à travers des ateliers interactifs. Des initiatives comme Pacifique en chanson ou des expositions d’arts visuels visent à promouvoir les créateurs émergents. 
Le CCAFCB joue également un rôle de représentation, facilite les connexions entre artistes et organismes, et met à disposition des ressources comme un répertoire d’artistes et un agenda culturel. Grâce à ses actions, le CCAFCB favorise la vitalité artistique et culturelle de la communauté francophone en Colombie-Britannique.